# Římskokatolická farnost Bystřice
Římskokatolická farnost Bystřice je církevní správní jednotka sdružující římské katolíky na území obce Bystřice a v jejím okolí. Organizačně spadá do turnovského vikariátu, který je jedním z 10 vikariátů litoměřické diecéze.

## Historie farnosti
Původní středověká farnost (plebánie) pocházející ze 14. století zanikla. Ke kanonickému znovuzřízení farnosti došlo až roku 1870. Do 31. května 1993 byla farnost součástí nymburského vikariátu.

### Duchovní správcové vedoucí farnost
Začátek působnosti jmenovaného v duchovní správě farnosti od:
- 1870   proto-par. (1. farář) Anton. Bilinský, n. 8. 7. 1827 Sobotka, o. 25. 7. 1855, † 28. 6. 1897
- 1884   Wencesl. Šorejs, n. 27. 7. 1838 Vyskeř, o. 27. 7. 1865, † 28. 1. 1906
- 1897 Joann. Dytrych, n. 30. 10. 1866 Kostomlaty, o. 16. 5. 1889, † 10. 4. 1946
- 1923 Franc. Říha, n. 16. 4. 1867 Mzell, o. 29. 6. 1890, † 1. 4. 1937
- 1938 par. vacat adm. interc. Ferdinand Hrdý
- 1943 par. vacat, admin. excurr. Franc. Kolář
- 1. 1. 1945 Václav Hataš
- 15. 7. 1945 Stanislav Havlas
- 1. 11. 1946 Václav Javůrek
- 1. 3. 1951 Antonín Tuček
- 7. 11. 1961 Imrich Solnica
- 1. 12. 1969 Leopold Dvořáček
- 1. 7. 1983 Jiří Hladík O.P.
- 1. 10. 1990 Jan Bečvář, admin. exc. z Libáně
- 1. 9. 1995 Augustín Števica, admin. exc. z Libáně[2]

Kromě kněží stojících v čele farnosti, působili ve farnosti v průběhu její historie i jiní kněží. Většinou pracovali jako farní vikáři, kaplani, katecheté, výpomocní duchovní aj.

## Území farnosti
Do farnosti náleží území obce:
- Bystřice (Bistritz)[p 2]
- Važice

## Římskokatolické sakrální stavby a místa kultu na území farnosti
| | Fotografie | Stavba                         | Místo    | Bohoslužby                      | Zeměpisné souřadnice             | Status       | Číslo kulturní památky                       |
| Kostel | Kostel     | Kostel                         | Kostel   | Kostel                          | Kostel                           | Kostel       | Kostel                                       |
| --- | ---------- | ------------------------------ | -------- | ------------------------------- | -------------------------------- | ------------ | -------------------------------------------- |
| 1. |            | Kostel Nanebevzetí Panny Marie | Bystřice | bližší informace o bohoslužbách | 50°23′41″ s. š., 15°14′52″ v. d. | farní kostel | 25801/6-1127 (Pk•MIS•Sez•Obr•WD) (Q24045059) |
| Některé drobné sakrální stavby a pamětihodnosti lze dohledat zde v databázi Drobné sakrální památky Zaniklé sakrální stavby lze dohledat zde v databázi Poškozené a zničené kostely, kaple a synagogy v České republice |            |                                |          |                                 |                                  |              |                                              |

Ve farnosti se mohou nacházet i další drobné sakrální stavby, místa římskokatolického kultu a pamětihodnosti, které neobsahuje tato tabulka.

## Příslušnost k farnímu obvodu
Z důvodu efektivity duchovní správy byl vytvořen farní obvod (kolatura) farnosti Libáň, jehož součástí je i farnost Bystřice, která je tak spravována excurrendo.